# In Search of Little Sadie
In Search of Little Sadie – utwór zaaranżowany przez Boba Dylana, nagrany przez niego na dwóch sesjach w marcu i kwietniu 1970 r. i wydany na albumie Self Portrait w czerwcu 1970 r.

## Historia i charakter utworu
Utwór ten został nagrany na piątej i trzynastej sesji do albumu 3 marca i 2 kwietnia 1970 r. To ostatnia sesja poświęcona była jedynie instrumentalnym overdubbingom. Plonem piątej sesji były – poza omawianą piosenką i "Woogie Boogie" – same odrzuty: "Pretty Saro", "Sittin' on the Dock of the Bay", "Went to See the Gypsy", "Universal Soldier", "When a Man's Out of a Job", "These Working Hands", "Spanish Eyes". Na sesji trzynastej dokonano także instrumentalnego overdubbingu piosenki "The Boxer".
Jest to tradycyjna piosenka folkowa, jak zwykle nieznanego autorstwa. Chociaż Dylan uważał się za jej kompozytora, jest jednak tylko jej aranżerem.
Jest to jedna z "ballad o morderstwach", które były częstym tematem folkowych utworów. Opowiada ona historię zabóstwa kobiety przez całkowicie pozbawionego uczuć mężczyznę. Po zastrzeleniu kobiety idzie on domu i spokojnie zasypia.
Utwór ten należy do najgorzej wykonanych przez Dylana. Artysta na tym samym albumie umieścił zasadniczo tę samą balladę pod tytułem "Little Sadie" drugi raz, jednak w innej aranżacji,
Dylan nie wykonywał tej piosenki na koncertach.

## Muzycy
Sesja 5
- Bob Dylan – gitara, harmonijka, wokal, pianino
- Al Kooper – gitara, instrumenty klawiszowe
- David Bromberg – gitara, gitara Dobro
- Ron Cornelius – gitara, gitara Dobro
- Stu Woods – gitara basowa
- Alvin Roger – perkusja
- Hilda Harris – chórki
- Maeretha Stewart – chórki
- Albertine Robinson – chórki

Sesja overdubbingowa
Sesja trzynasta
- Charlie McCoy – gitara basowa, marimba
- Kenneth Buttrey – perkusja

## Wykonania piosenki przez innych artystów
- Johnny Cash – Now, There Was a Song! (1960)
- Clarence Ashley and Doc Watson – Old Time Music at Clarence Ashley's, Volume 2 (1963)
- Ian Calford – Strapped for Cash (2000)